# Foedus Cassianum

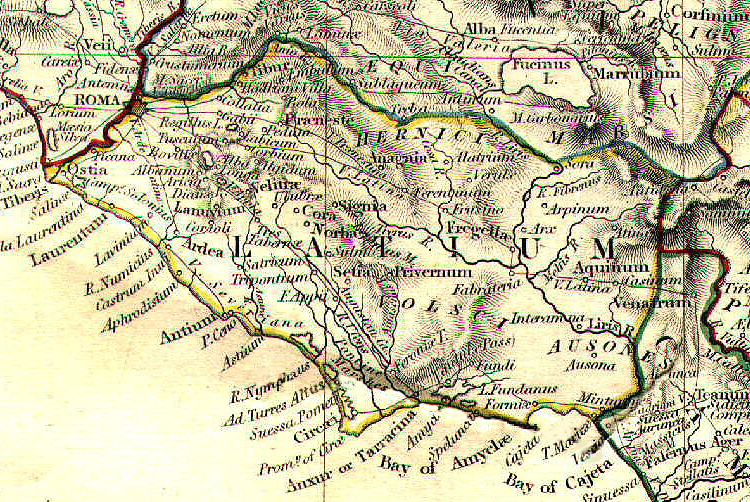
Il Latium vetus secondo lHistorical Atlas

Il foedus Cassianum (dal console firmatario Spurio Cassio Vecellino) o  foedus Latinum fu un trattato di pace stipulato nel 493 a.C. tra Romani e Latini.

## Contesto storico
La transizione dalla monarchia alla repubblica coincise per Roma con un periodo di debolezza, sia interna che esterna. All'interno esisteva una forte tensione sociale tra la componente patrizia (di origine romana e sabina) e quella plebea (di prevalente origine latina), con una mobilità sociale nulla per il divieto di matrimoni misti. Il contrasto aveva anche motivazioni politiche: Tito Livio nella sua opera Ab Urbe condita libri scrive che la plebe era stata esclusa dal consolato (cioè dal governo della città), dai collegi sacerdotali e dalle altre magistrature riservate ai patrizi. Ne nacque il Conflitto degli ordini, che aveva già condotto nel 494 a.C. alla prima secessione della plebe sul Monte sacro, conclusasi con l'istituzione dei tribuni della plebe.
All'esterno le manovre di Lucio Tarquinio il Superbo, ultimo re di Roma, per rientrare in città e restaurare la monarchia condussero prima alla spedizione di Porsenna, lucumone etrusco di Chiusi, la cui ingerenza limitò l'autonomia politica e militare di Roma, poi alla riunione di alcune città limitrofe nella Lega Latina in funzione antiromana. 
Il conflitto tra romani e latini si concluse con la Battaglia del Lago Regillo (496 a.C.), in cui, dopo alterne vicende, i Romani riuscirono ad avere la meglio sulle popolazioni ribelli del Lazio.

## Ilfoedus Cassianum
Il foedus Cassianum prende il nome dal console Spurio Cassio Vecellino, che lo firmò nel 493 a.C. (Un'altra ipotesi fa risalire la conclusione del foedus Cassianum al 496 a.C., successivamente alla fine dell'aspra battaglia ai piedi di Tuscolo e alla nomina di Spurio Cassio a Feziale). Vi sono diverse ipotesi (che incidono anche sulla datazione) sulle ragioni che avrebbero spinto Roma, nonostante la vittoria, a stipulare un trattato con la Lega Latina su un piano di parità:
- la minaccia di invasione di popoli appenninici che, divisi, romani e latini non avrebbero forse potuto contrastare. Già nel 491 a.C. i Volsci da sud e gli Equi da est calarono fino alla costa, verso Anzio e Terracina;
- il forte clima di tensione sociale interna era stata una concausa della guerra tra Roma e la Lega Latina, in considerazione del fatto che la plebe era composta in maggioranza da latini. Tale tensione permaneva nei suoi motivi fondanti e aveva portato nel 494 a.C. alla secessione della plebe. Il Senato nel 493 a.C. cercò quest'accordo, che chiudeva il fronte latino e lasciava a Roma le mani libere contro Fidene e Veio.

La conclusione del trattato fu festeggiata da Latini e Romani con l'aggiunta di un terzo giorno di feste alle Feriae latinae.
Il foedus Cassianum rimase in vigore per oltre un secolo fino al 338 a.C., quando Roma sciolse la Lega Latina in seguito a un'insurrezione nota come Guerra latina (340-338 a.C.). La conferma del patto romano-sannitico (stipulato per la prima volta nel 354 a.C. e riconfermato nel 341 a.C. dopo la Prima Guerra Sannitica) aveva stabilito un nuovo equilibrio, dal quale risultavano danneggiati gli altri popoli, soggetti alle decisioni di romani e di sanniti. La conseguenza fu una generale sollevazione di Aurunci, Volsci, Campani e soprattutto Latini.
Lo scontro decisivo avvenne nel 340 a.C. e si risolse a favore dei Romani. Vittoriosa, Roma sciolse la Lega Latina e strinse trattati con singole città, determinando una nuova configurazione territoriale a mosaico. Alcuni centri dei Colli Albani furono incorporati nella piena cittadinanza romana, mentre a Volsci, Aurunci e Campani fu data la civitas sine suffragio. Le colonie latine furono invece legate a Roma da foedera individuali.

## Contenuto
Il foedus Cassianum sanciva, appunto, un'alleanza tra Roma e le città latine. Con questo patto ogni città comandava a turno l'esercito comune, mentre i cittadini potevano, all'interno delle città alleate, sposarsi e commerciare liberamente, essendo titolari del ius commercii e del ius connubii. Il trattato non prevedeva invece la possibilità di acquisire la cittadinanza romana da parte delle popolazioni latine, diritto indicato, con espressione non tecnica, come ius migrandi.  